# Artanema
Artanema es un género con nueve especies de plantas de flores perteneciente a la familia Scrophulariaceae (aunque algunos lo clasifican en la Plantaginaceae y otros en la Linderniaceae). 

## Especies seleccionadas
- Artanema angustifolium
- Artanema bantamense
- Artanema cabrae
- Artanema evrardii
- Artanema fimbriatum
- Artanema finetianum
- Artanema longiflorum
- Artanema longifolium
- Artanema sesamoides

- Datos: Q4797343
- Multimedia: Artanema / Q4797343
- Especies: Artanema